# Фірлей (гміна)
Гміна Фірлей (пол. Gmina Firlej) — сільська гміна у східній Польщі. Належить до Любартівського повіту Люблінського воєводства.
Станом на 31 грудня 2011 у гміні проживало 6037 осіб.

## Площа
Згідно з даними за 2007 рік площа гміни становила 126.37 км², у тому числі:
- орні землі: 66.00%
- ліси: 26.00%

Таким чином, площа гміни становить 9.79% площі повіту.

## Населення
Станом на 31 грудня 2011:
| Опис     | Загалом | Загалом | Чоловіки | Чоловіки | Жінки | Жінки |
| -------- | ------- | ------- | -------- | -------- | ----- | ----- |
| одиниця  | осіб    | %       | осіб     | %        | осіб  | %     |
| все      | 6037    | 100     | 2977     | 49.31    | 3060  | 50.69 |
| міське   | 0       | 100     | 0        |          | 0     |       |
| сільське | 6037    | 100     | 2977     | 49.31    | 3060  | 50.69 |

## Сусідні гміни
Гміна Фірлей межує з такими гмінами: Камйонка, Коцьк, Любартів, Міхів, Острувек.